# Oeax paralateralis
Oeax paralateralis es una especie de escarabajo longicornio del género Oeax, subfamilia Lamiinae. Fue descrita científicamente por Breuning en 1977.
Se distribuye por Camerún. Posee una longitud corporal de 5 milímetros. El período de vuelo de esta especie ocurre en el mes de diciembre.